# Eduard Clausnitzer

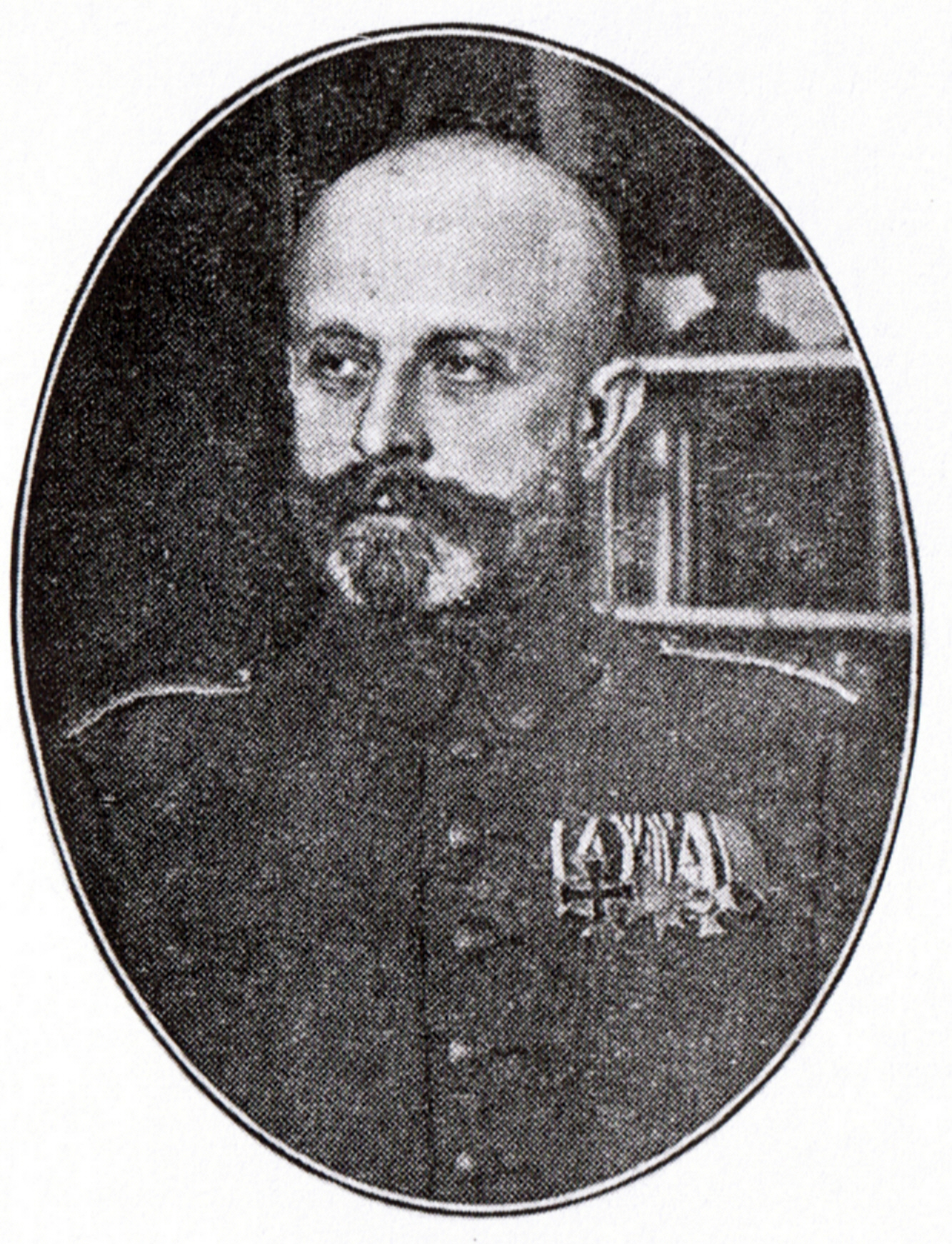
Eduard Clausnitzer

Eduard Clausnitzer (* 13. Juli 1870 in Annaburg; † 12. Juni 1920 in Kiel) war ein deutscher Pädagoge und Theologe.

## Leben
Eduard Clausnitzer wurde in Annaburg im damaligen Kreis Torgau geboren und besuchte bis 1879 die dortige Schule. Danach wechselte er auf das Königliche Friedrich-Wilhelm-Gymnasium in Berlin, wo er 1890 das Abitur machte. Anschließend studierte Clausnitzer bis 1894 Theologie, Geschichtswissenschaft und Volkswirtschaftslehre und legte beide theologischen Prüfungen, die philologische Doktorprüfung und die Rektorenprüfung ab. In dieser Zeit begann Clausnitzer mit seinem ersten Werk Die märkischen Stände unter Johann Sigismund, das 1895 erschien.
Nachdem er ein Jahr als Lehrer unterrichtet hatte, trat er im April 1899 in den Seminardienst ein. Zu diesem Zeitpunkt entstanden die beiden Bücher Die Volksschulpädagogik Friedrichs des Großen und die preußische Unterrichtsverwaltung seiner Zeit und Zur Geschichte der preußischen Volksschule unter Friedrich dem Großen, die im Jahr 1901 erschienen. Kurze Zeit später zog er nach Halberstadt, wo er zunächst als Kommissarischer Seminarlehrer tätig war. In den folgenden Jahren war Clausnitzer auch in Delitzsch und Berlin als Seminarlehrer tätig. Ab Juni 1903 erfolgte die Anstellung als Seminaroberlehrer in Oranienburg und im Oktober 1908 in Uetersen, wo er später die Leitung der städtischen Präparandenanstalt, des heutigen Ludwig-Meyn-Gymnasiums, übernahm.
Im April 1911 wurde Clausnitzer als Seminaroberlehrer an das neu gegründete Seminar in Kiel versetzt, wo er seine selbstverfasste Festschrift zur Einweihung des neuen Gebäudes für das Königliche Lehrer-Seminar vortrug. Obwohl Clausnitzer ununterbrochen als Lehrer und Rektor tätig war, fand er immer wieder Zeit, pädagogische und volkswirtschaftliche Bücher zu verfassen. Er verstarb am 12. Juni 1920 im Alter von 49 Jahren.

## Schriften
- Die märkischen Stände unter Johann Sigismund (1895)
- Die Volksschulpädagogik Friedrichs des Großen und die preußische Unterrichtsverwaltung seiner Zeit (1901)
- Zur Geschichte der preußischen Volksschule unter Friedrich dem Großen (1901)
- Deutsches Lesebuch für Präparandenanstalten. 2 Teile (1902/03)
- Deutsches Lesebuch für Lehrerseminare (1903)
- Staats- und Volkswirtschaftslehre. Ein Handbuch für Lehrer und Lehrerbildungs-Anstalten (1906)
- Pädagogische Jahresschau über das Volksschulwesen. 8 Bände (1907–14)
- Pädagogischer Jahresbericht vereinigt mit Pädagogischer Jahresschau für die Jahre 1914/15 (1916)
- Die Lehrerbildung in Kiel. Festschrift zur Einweihung des neuen Gebäudes für das Kgl. Lehrer-Seminar in Kiel am 27. März 1914 (1914)
- Handwörterbuch des Volksschulwesens unter Mitwirkung zahlreicher Schulmänner (1920)